# 雷剧 (网络用语)
雷剧在网络评论中即指雷人的电视剧集。

## 特点
“雷剧”并没有严格的定义，但一般具有以下一个或多个特点。
- 整体迎合低水平阅读和低级趣味，向商业利益妥协，追求高流量。[1][2][3][4]
- 剧情离奇无逻辑，违背常识常理，人物关系混乱，各种虐心的感情纠葛[1][5]
- 演员为偶像派演员为主，表演浮夸，台词夸张雷人。[1][4]
- 制作粗糙，特效简单，置景简单，拍摄时间短。[2][3][5]

## 评价
业界普遍对雷剧评论不高，但一些剧集也博得高收视率，也有评论认为雷剧如同爆米花电影也应有生存空间。市场竞争中，正剧应该也可以凭借高品质的精良制作同时收获收视率和口碑。